# Liste de musées en Macédoine du Nord
Pour les autres articles nationaux ou selon les autres juridictions, voir Liste des musées par pays.

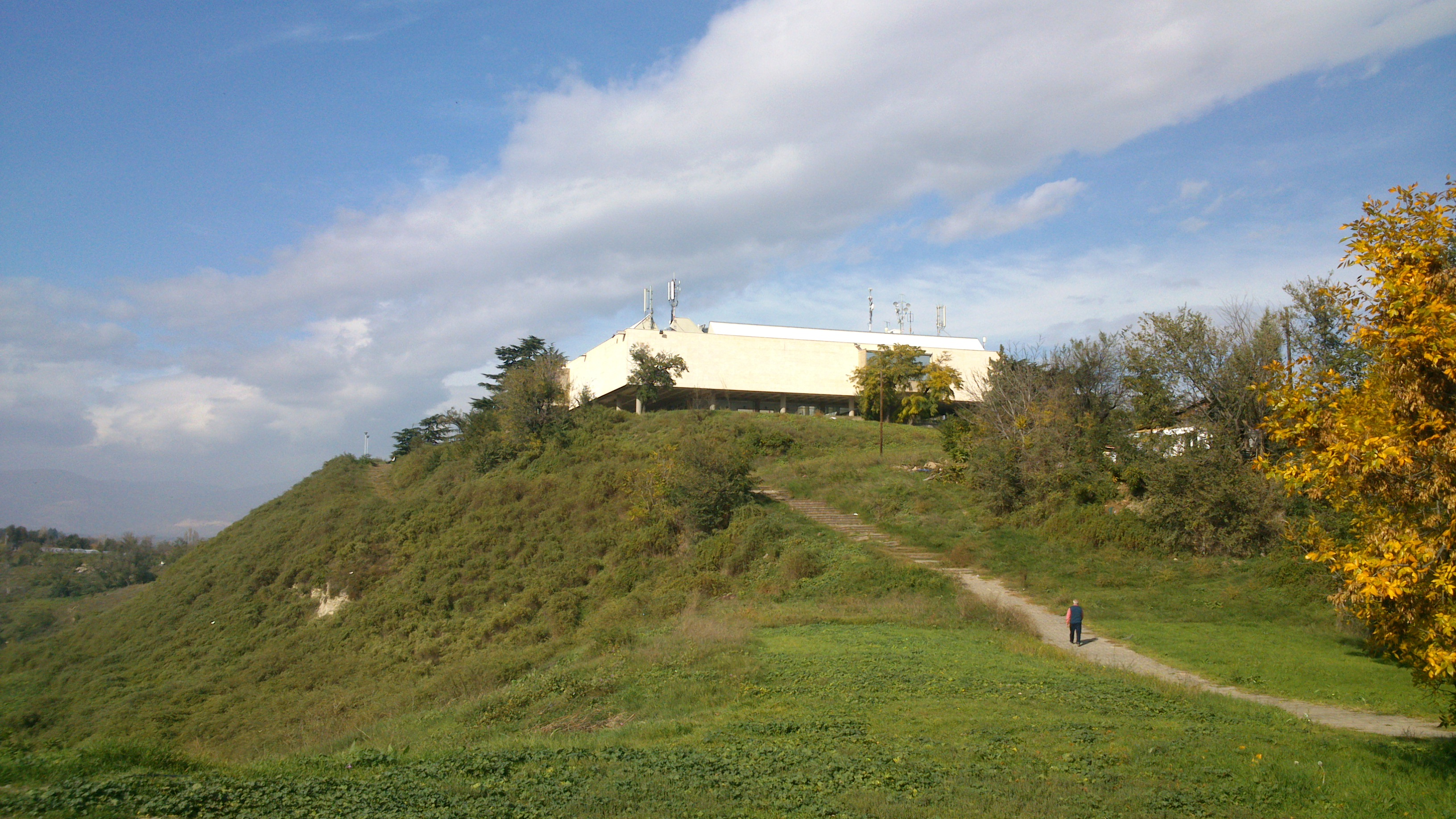
Le musée d'art contemporain de Skopje.

Cet article présente une liste non exhaustive de musées en Macédoine du Nord, classés par ville.

## Skopje
- Galerie nationale de Macédoine
- Maison-mémorial Mère Teresa
- Mémorial de l'Holocauste des Juifs de Macédoine
- Musée d'art contemporain de Skopje
- Musée d'histoire naturelle de Macédoine (mk)
- Musée de la justice (mk)
- Musée de la lutte macédonienne
- Musée du Vieux bazar de Skopje (mk)
- Musée de la Ville de Skopje
- Musée de Macédoine

## Autres villes
- Musée de Chtip à Chtip,
- Le Musée national de Guevgueli,
- Musée ethnologique (mk),
- Institut pour la protection des monuments culturels et Musée de Bitola.